# Cheick Modibo Diarra

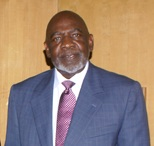
Modibo Diarra

Cheick Modibo Diarra (Nioro du Sahel, 1952) is een Malinees astrofysicus, zakenman en politicus. Van 17 april tot 11 december 2012 stond Diarra aan het hoofd van een interim-regering in Mali.

## Biografie
Diarra werd geboren in Nioro du Sahel en is een schoonzoon van de voormalige Malinese president Moussa Traoré. Hij studeerde wiskunde, fysica en analytische mechanica aan de Universiteit Pierre en Marie Curie in Parijs. Daarna behaalde hij een masterdiploma in de luchtvaarttechniek en een doctoraat in de werktuigbouwkunde aan Howard University in Washington D.C. Hij werd aangenomen door het Jet Propulsion Laboratory van Caltech, waar hij aan verschillende NASA-programma's heeft gewerkt. Later werd hij de onderwijsdirecteur voor het Mars Exploration-programma van NASA. Diarra werkte ook voor Microsoft en verkreeg het Amerikaanse staatsburgerschap. 
In 1999 liet NASA Diarra halftijds werken, zodat hij zich kon bezighouden met onderwijsontwikkeling in Afrika. Zo richtte hij de Pathfinder Foundation op. In 2002 nam hij een sabbatjaar om een onderzoekslaboratorium voor zonne-energie op te richten in Bamako. De twee voorgaande jaren was Diarra al goodwill ambassador voor UNESCO. In 2002 en 2003 was hij weer bestuursvoorzitter van de African Virtual University in Kenia. Van 2006 tot eind 2011 was hij voorzitter van Microsoft Africa.

### Politiek
In maart 2011 richtte Modibo Diarra een eigen politieke partij op, Rassemblement pour le développement du Mali (RPDM). Hij nam zich voor zich kandidaat te stellen voor de presidentsverkiezing van 2012.
In de politieke crisis van 2012 - volgend op de staatsgreep van Sanogo - fungeerde Diarra negen maanden lang als interim-premier van Mali. Hij werd op 17 april 2012 benoemd door interim-president Dioncounda Traore en vormde een kabinet van 24 ministers zonder politiek verleden, van wie er drie legerofficier waren. De feitelijke macht bleef berusten bij kapitein Amadou Sanogo, de leider van de staatsgreep van maart, die aan twintig jaar van democratisch bestuur een einde had gemaakt.
De regering-Diarra werd geconfronteerd met de overname van het noorden van Mali door Toearegstrijders en islamitische strijdgroepen. Dit werd niet alleen in Afrika, maar ook in Europa en de Verenigde Staten met groeiende bezorgdheid gadegeslagen. Terwijl ECOWAS en de Afrikaanse Unie plannen maakten voor training en uitrusting van het Malinese leger ter bevrijding van het noorden, verzette kapitein Sanogo zich tegen buitenlandse interventie. Diarra kwam klem te zitten tussen beide partijen. Toen hij op 10 december 2012 naar Frankrijk wilde vliegen, naar eigen zeggen voor een medische behandeling, maar volgens Sanogo om te vluchten, werd hij gearresteerd. Zonder redenen op te geven kondigde hij op de nationale televisie zijn aftreden aan. Hij werd opgevolgd door Django Cissoko.